# Якубов, Рафик Хабибуллович
Рафик (Рафаэль) Хабибуллович Якубов (род. 14 сентября 1966 года, Казань) — советский и российский хоккеист, хоккейный функционер.

## Спортивная карьера
2-кратный чемпион России (1994 г. и 1998 г.), 2-кратный серебряный призер чемпионатов России (1993 г. и 1995 г.).
После завершения карьеры игрока с 2002 по 2015 гг. работал в «Нефтехимике»: старший тренер, директор клуба, генеральный менеджер, главный тренер.
С 2017 по 2021 год — генеральный менеджер клуба «Ак Барса». За это время команда «Ак Барс» стала чемпионом России и победителем Кубка Гагарина (2018 г.), а также получила серебряные медали чемпионата России (2020 г.).
С сентября 2021 года — спортивный директор клуба СКА.

## Деловая карьера
Депутат Казанской городской Думы IV созыва, Генеральный менеджер ООО "Спортивно-коммерческое предприятие «Татнефть-Ак Барс».